# The Good, the Bad and the Upsetters
The Good, the Bad and the Upsetters è un album in studio del gruppo reggae giamaicano The Upsetters, prodotto da Bruce White e Tony Cousins e pubblicato nel 1970 dall'etichetta Trojan Records.

## Il disco
Dopo il successo ottenuto con il singolo Return of Django, gli Upsetters, verso la fine del 1969 effettuano una tournée in Gran Bretagna. Dopo la fine del tour Lee Perry sparisce ed il resto del gruppo (i fratelli Carlton e Aston Barrett, Alva Lewis e Glen Adams) si ritrova senza soldi e con molto tempo a disposizione.
È in tal modo che vengono coinvolti da Bruce White e Tony Cousins, due promoter inglesi coinvolti nell'organizzazione del tour, in una serie di registrazioni in studio dalle quali ottengono materiale per un intero album, che viene pubblicato in Gran Bretagna dalla Trojan Records nel 1970.

### La versione di Lee Perry
In risposta alla pubblicazione e arrabbiato che un album degli Upsetters fosse stato pubblicato senza il suo coinvolgimento, Lee Perry ha poi pubblicato in Giamaica, in un numero limitato di copie, la sua versione dell'album con lo stesso titolo e con la stessa copertina, ma con una lista tracce completamente differente.
Anche se alcuni dei brani sono ben noti (ad esempio Dracula, Soul Rebel), la maggior parte di questi sono inediti al grande pubblico.

## Ristampe
Il disco, nella versione Trojan, è stato ristampato su CD nel 2003 dall'etichetta Esoldun e nel 2010 dalla Trojan Records; questa ristampa mantiene fedelmente l'aspetto e il suono del disco in vinile originale: la masterizzazione proviene dai nastri analogici originali e la grafica riproduce fedelmente quella del vinile originale del 1970.
L'edizione giamaicana del disco è stata ristampata per la prima volta, con il permesso dello stesso Perry e con una nuova copertina, nel gennaio 2014 su etichetta Hot Milk da Cherry Red Records.

## Tracce

### LP originale

#### Lato A
1. Capo
2. Phil the Fluter
3. Guns of Navarone
4. What Do You Say?
5. Straight to the Head
6. Red or Red?

#### Lato B
1. Mellow Mood
2. Family Man
3. Oney (Happy Clap)
4. Mama Look (Monkey Man)
5. Snow White
6. The Good, the Bad & the Upsetter

### Disco edizione giamaicana (CD del 2014)
Tracce della versione giamaicana dell'album, prodotto da Lee Perry.
1. Same Thing All Over
2. It's All in the Game
3. Big Ball
4. If You Don't Mind
5. Dracula
6. It's Alright
7. Man to Man v. 3
8. Soul Rebel v. 4
9. Must Reach You
10. Equalizer
11. Down the Road
12. Some Sign
13. On the Rock
14. Same Thing v. 3

## Formazione
- Carlton Barrett - batteria
- Aston "Family Man" Barrett - basso elettrico
- Alva Reggie Lewis - chitarra
- Glen Adams- organo